# NGC 4302
NGC 4302 (również PGC 39974 lub UGC 7418) – galaktyka spiralna (Sc), znajdująca się w gwiazdozbiorze Warkocza Bereniki. Została odkryta 8 kwietnia 1784 roku przez Williama Herschela. Należy do gromady w Pannie.

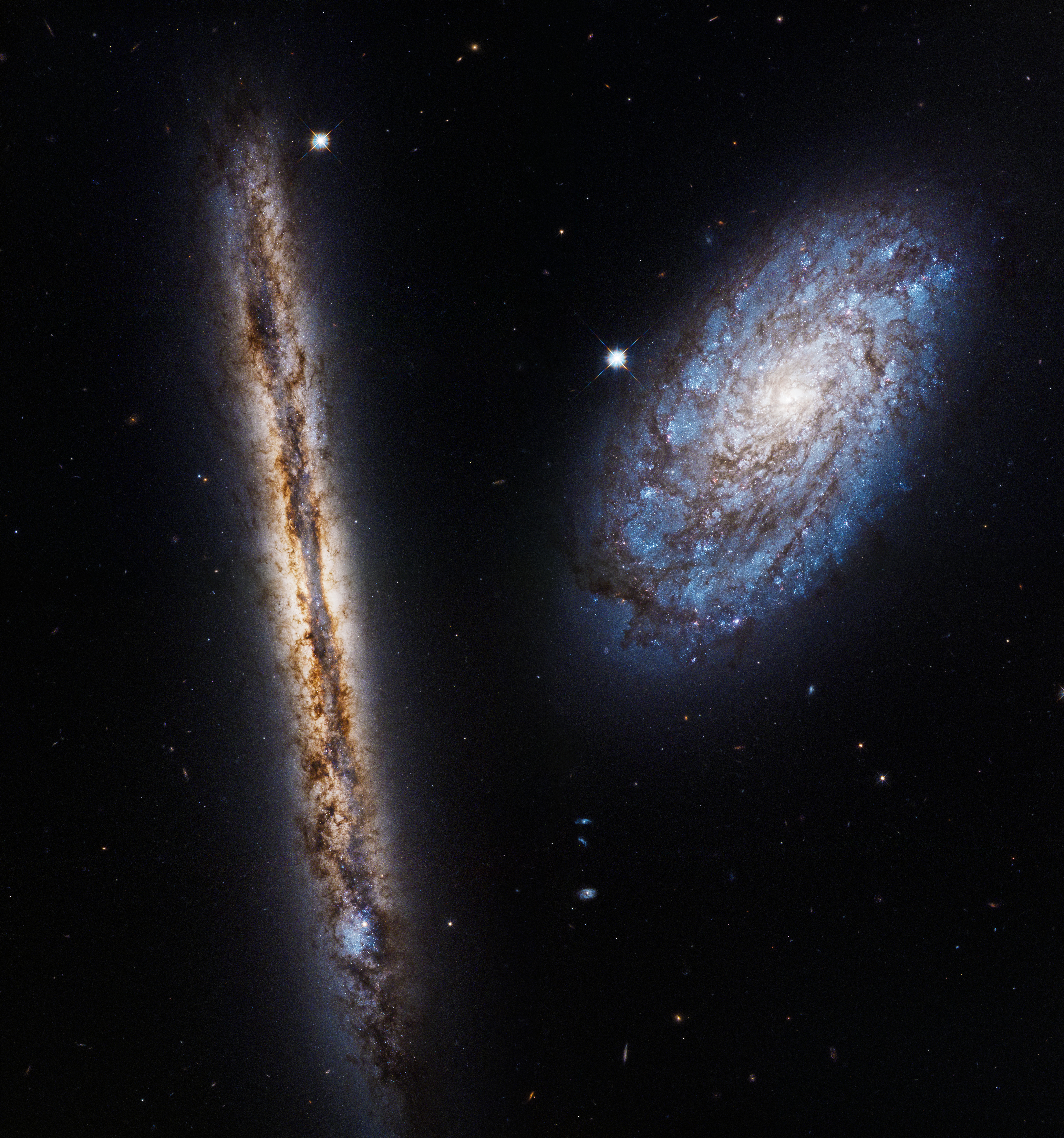
Galaktyki NGC 4302 (z lewej) i NGC 4298 (HST)

NGC 4302 skierowana jest krawędzią dysku w stronę Ziemi. Na niebie jest położona bardzo blisko galaktyki NGC 4298, lecz brak jest widocznych efektów oddziaływania grawitacyjnego między nimi, co oznacza, że prawdopodobnie znajdują się miliony lat świetlnych od siebie.
W galaktyce tej zaobserwowano supernową SN 1986E.